# Alexandr Medveď
Alexandr Medveď (rusky Александр Васильевич Медведь; 16. září 1937, Bila Cerkva, Sovětský svaz – 2. září 2024 Minsk, Bělorusko) byl sovětský zápasník volnostylař, sambista, trojnásobný olympijský vítěz v těžké váze.

## Sportovní kariéra
Narodil se do rodiny ukrajinského lesního dělníka. V mládí otci pomáhal v lese a při této fyzicky náročné práci získal základy pro vrcholový sport. Potom co se vyučil zámečníkem narukoval v roce 1956 na vojnu do běloruského Minsku, kde se přes lehkou atletiku a házenou dostal k zápasení v sambo a ve volnému stylu. Připravoval se pod vedením Pavla Grigorjeva a Boleslava Rybalka. Po vojně se v Minsku usadil a v roce 1961 poprvé zvítězil na sovětském mistrovství ve volném stylu. V roce 1962 získal první ze sedmi titulů mistra světa. V roce 1964 startoval na olympijských hrách v Tokiu. Ve třetím kole zremizoval zápas s Turkem Ahmete Ayıkem a v rozhodujícím zápase porazil Saida Čifudova z Bulharska a získal zlatou olympijskou medaili. V roce 1968 startoval na olympijských hrách v Mexiku. Ve třetím kole porazil svého největšího soupeře Osmana Duralieva z Bulharska a po výhře v pátém kole nad Němcem Wilfriedem Dietrichem obhájil zlatou olympijskou medaili. V roce 1972 útočil jako první volnostylař na třetí zlatou olympijskou medaili na olympijských hrách v Mnichově. Na cestě do finále získal pouze dva záporné technické body, ve finále porazil Osmana Duralieva z Bulharska a získal třetí zlatou olympijskou medaili v řadě. Následně ukončil sportovní kariéru a do roku 1992 působil jako hlavní trenér běloruské reprezentace v rámci Sovětského svazu. V devadesátých letech reprezentoval samostatné Bělorusko jeho syn Alexej.

## Výsledky
| Turnaj             | 1961                    | 1962                    | 1963                    | 1964                    | 1965                    | 1966                    | 1967                    | 1968                    | 1969                    | 1970                    | 1971                    | 1972                    |
| Turnaj             | 24                      | 25                      | 26                      | 27                      | 28                      | 29                      | 30                      | 31                      | 32                      | 33                      | 34                      | 35                      |
| Turnaj             | těžká / supertěžká váha | těžká / supertěžká váha | těžká / supertěžká váha | těžká / supertěžká váha | těžká / supertěžká váha | těžká / supertěžká váha | těžká / supertěžká váha | těžká / supertěžká váha | těžká / supertěžká váha | těžká / supertěžká váha | těžká / supertěžká váha | těžká / supertěžká váha |
| ------------------ | ----------------------- | ----------------------- | ----------------------- | ----------------------- | ----------------------- | ----------------------- | ----------------------- | ----------------------- | ----------------------- | ----------------------- | ----------------------- | ----------------------- |
| Olympijské hry     |                         |                         |                         | 1.                      |                         |                         |                         | 1.                      |                         |                         |                         | 1.                      |
| Mistrovství světa  | 3.                      | 1.                      | 1.                      |                         | 2.                      | 1.                      | 1.                      |                         | 1.                      | 1.                      | 1.                      |                         |
| Mistrovství Evropy |                         |                         |                         |                         |                         | 1.                      | —                       | 1.                      | —                       | —                       |                         | 1.                      |